# Go Go Smear the Poison Ivy
Go Go Smear the Poison Ivy è un album del gruppo islandese múm.

## Il disco
La sua uscita era prevista per il 24 settembre 2007, ma l'album è stato reso disponibile in internet a partire dal 10 luglio 2007.
Questo album segna un cambiamento nelle abitudini del gruppo musicale, in quanto sono usati di più strumenti dal vivo piuttosto che elettronici, e anche lo stile pertanto è differente.

## Tracce
1. Blessed Brambles – 6:00
2. A Little Bit, Sometimes – 3:50
3. They Made Frogs Smoke 'Til They Exploded – 4:02
4. These Eyes Are Berries – 3:00
5. Moon Pulls – 2:32
6. Marmalade Fires – 5:03
7. Rhuubarbidoo – 1:34
8. Dancing Behind My Eyelids – 4:07
9. School Song Misfortune – 2:39
10. I Was Her Horse – 2:08
11. Guilty Rocks – 5:02
12. Winter - What We Never Were After All – 4:08

## Formazione
- Samuli Kosminen - batteria (1,3,4,7,12)
- Eiríkur Orri Ólafsson - tromba (8,10)
- Guðbjörg Hlin Guðmundsdóttir - violino
- Þórarinn MárBaldursson - viola
- Laufey Jensdóttir - violino
- Gyða Valtýsdóttir - violoncello
- Páll Ivan Pálsson - basso
- Gunnhildur Einarsdóttir - arpa